# Choque de globo de aire caliente en Lúxor de 2013

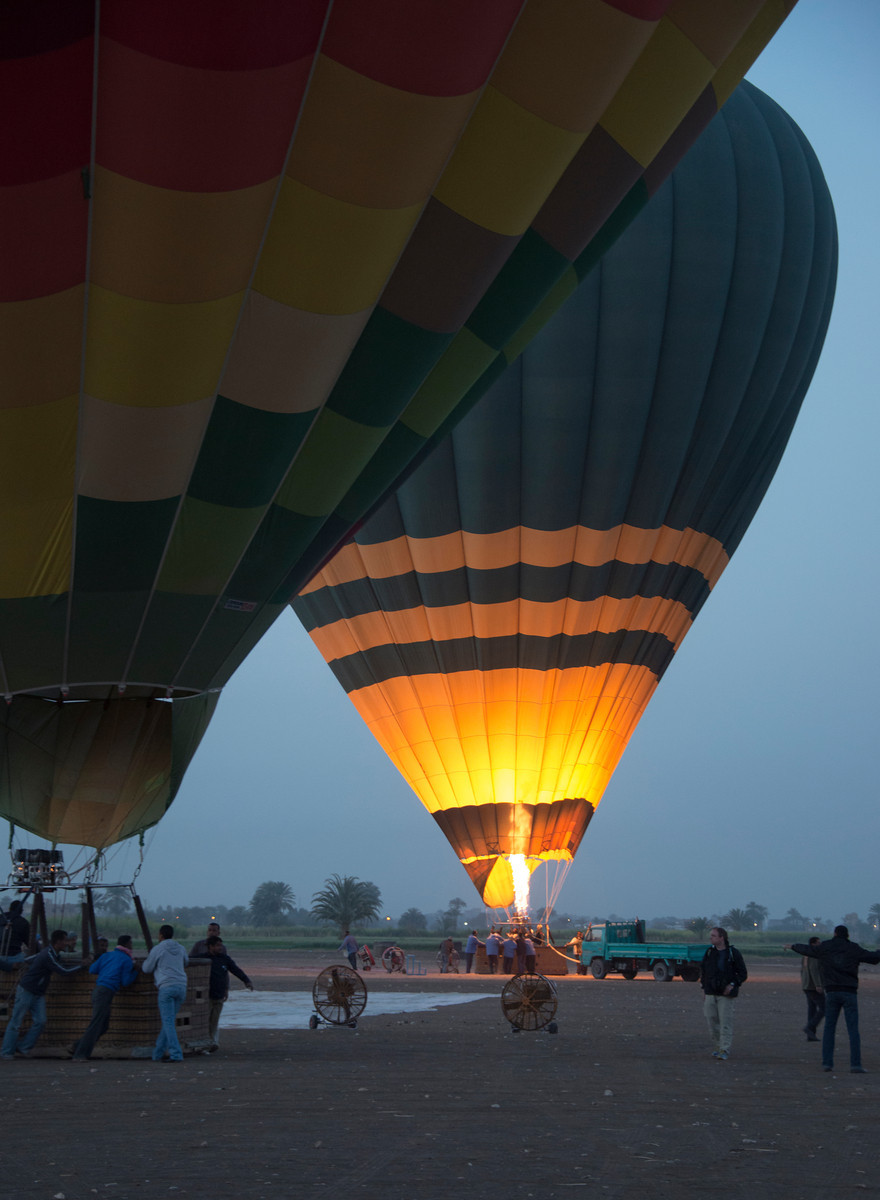
Globos de aire caliente se preparan para ascender en Lúxor, 2013.

El 26 de febrero de 2013, a las 07:00 hora estándar de Egipto (05:00 UTC), un globo de aire caliente se estrelló cerca de Lúxor, Egipto. El accidente resultó en 19 muertes de 21 pasajeros - 18 en el lugar y una en el hospital horas más tarde. Fue el desastre en globo más mortífero en la historia, superando la caída del globo de aire caliente Alice Springs en Australia, en 1989.

## Accidente
Temprano el 26 de febrero, un globo Ultramagic N-425, inscrito como SU-283, operado por Sky Cruise partió en un vuelo para turistas que llevó veinte pasajeros y un piloto. De acuerdo con un piloto de un globo cercano, Mohamed Youssef, se inició un incendio en el globo Sky Cruise a pocos metros del suelo, ya que estaba tratando de aterrizar, posiblemente como resultado de la tripulación de tierra los intentos de anclar el globo. Una fuente dice que un cable de amarre quedó envuelto alrededor de un cilindro de gas. A medida que el fuego envolvió la cesta, el piloto y un pasajero saltaron a la seguridad ya que la nave se levantó ayudada rápidamente por una ráfaga de viento. A medida que aumentó el fuego en el globo, alrededor de siete pasajeros saltaron a su muerte para escapar del fuego. A una altitud de aproximadamente 300 metros (980 pies), se produjo una explosión que se oyó a varios kilómetros de distancia. El globo y el resto de los pasajeros cayeron al suelo, matando a todos los que permanecían a bordo. Un testigo comentó que escuchó "una explosión enorme. Era una explosión aterradora, a pesar de que estaba a varios kilómetros de distancia" de su ubicación. Youssef dijo que parecía que una fuga de gas en uno de los tanques del globo causó el fuego y la explosión resultante, de acuerdo con la información reportada en los medios estatales. Informes anteriores habían indicado que el globo puedo haber tenido contacto con un cable eléctrico.
Dos minutos más tarde, la nave se estrelló en la quema de un campo de caña de azúcar al oeste de Lúxor. Una segunda explosión se reportó 15 segundos más tarde. Las ambulancias llegaron al lugar después de 15 minutos. Organismos estaban esparcidos por el campo cuando los equipos de rescate llegaron al lugar. Momentos finales del globo fueron capturados en video amateur.